# Ivica Grlić
Ivica Grlić (Múnic, Baviera, 6 d'agost de 1975) és un futbolista bosnià nascut a Alemanya que juga com a centrecampista al primer equip del MSV Duisburg. Va començar com a futbolista al DSC München.